# Regine Velasquez
Regine Velasquez (ur. 22 kwietnia 1970) – filipińska piosenkarka i aktorka.
Jej mężem jest piosenkarz Ogie Alcasid.

## Życiorys
Urodziła się 22 kwietnia 1970 roku w dzielnicy Tondo w Manili. Jej rodzicami są Teresita Ansong i Gerardo Velasquez. W dzieciństwie jej rodzina przeprowadziła się do Southern Leyte. Jej zainteresowanie muzyką zaczęło się dzięki jej rodzicom - jej matka grała na gitarze, a jej ojciec śpiewał. Sama zaczęła śpiewać w wieku 6 lat.

## Dyskografia (wybór)
- Regine (1987)[3]
- Nineteen '90 (1990)[4]
- Tagala Talaga (1991)[5]
- Reason Enough (1993)[6][7]
- Listen Without Prejudice (1994)[8]
- My Love Emotion (1995)[9]
- Love Was Born On Christmas Day (1996)[10]
- Retro (1997)[11]
- Drawn (1998)[12]
- R2K (1999)[13]
- Reigne (2001)[14]
- Covers, Vol. 1 (2004)[15]
- Covers, Vol. 2 (2006)[16]
- Low Key (2008)[17]
- Fantasy (2010)[18]
- Hulog Ka Ng Langit (2013)[19]
- R3.0 (2017)[20]